# Oxelumab
L'oxelumab, prodotto dalla Genentech in collaborazione con Hoffmann-La Roche, è un anticorpo monoclonale progettato per il trattamento di alcune forme di asma.